# Medionidus parvulus
Medionidus parvulus és una espècie de mol·lusc bivalve de la família Unionidae. Viu a l'aigua dolça.
Es troba als Estats Units: Geòrgia i Tennessee.